# Lancia Flavia
Lancia Flavia (Tipo 815/819/820) - це представницький автомобіль, який вироблявся Lancia в Італії з 1961 по 1971 рік. Виробництво автомобіля продовжувалося як Lancia 2000 з 1971 по 1975 рік.

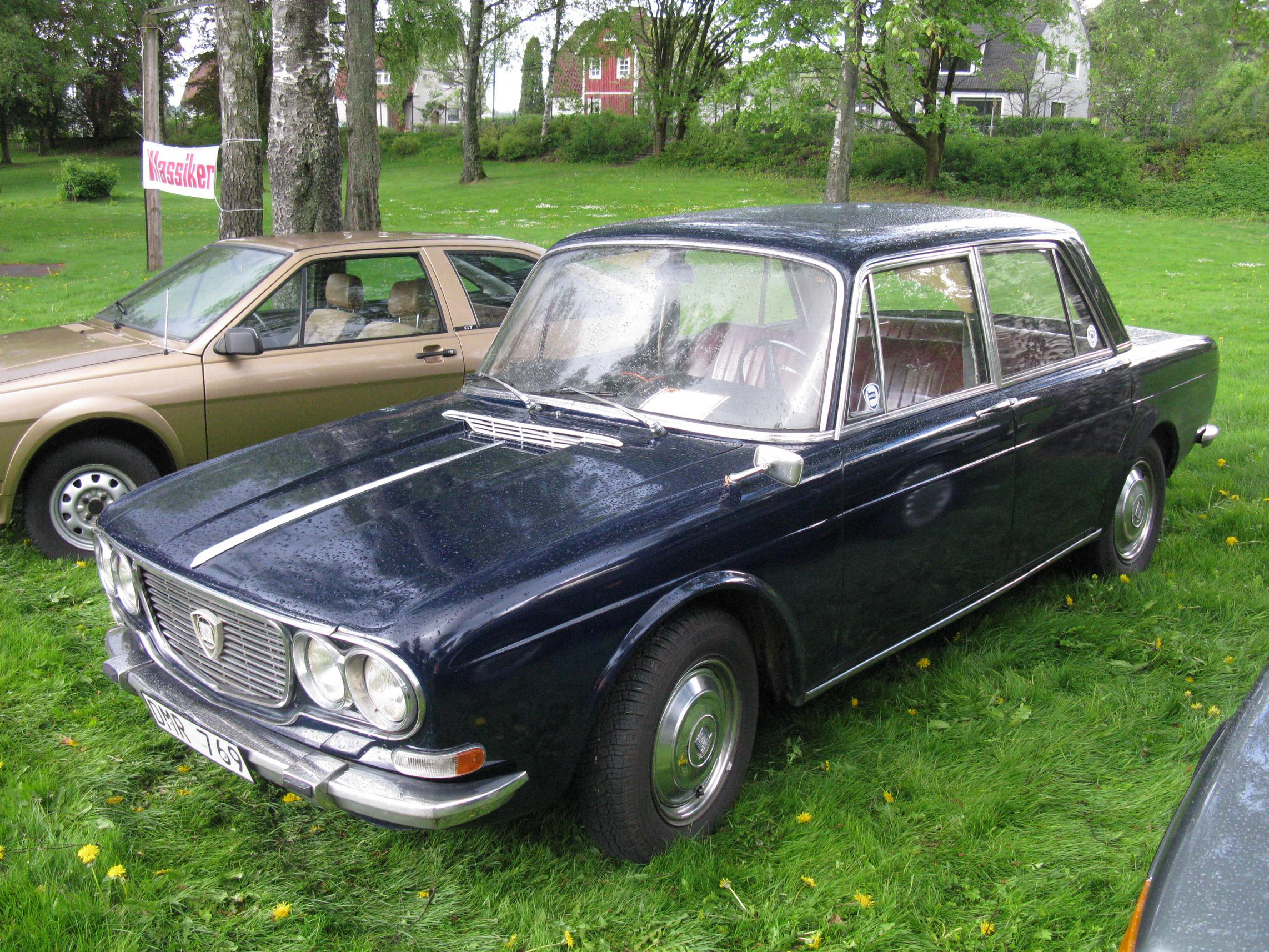
Lancia Flavia Berlina

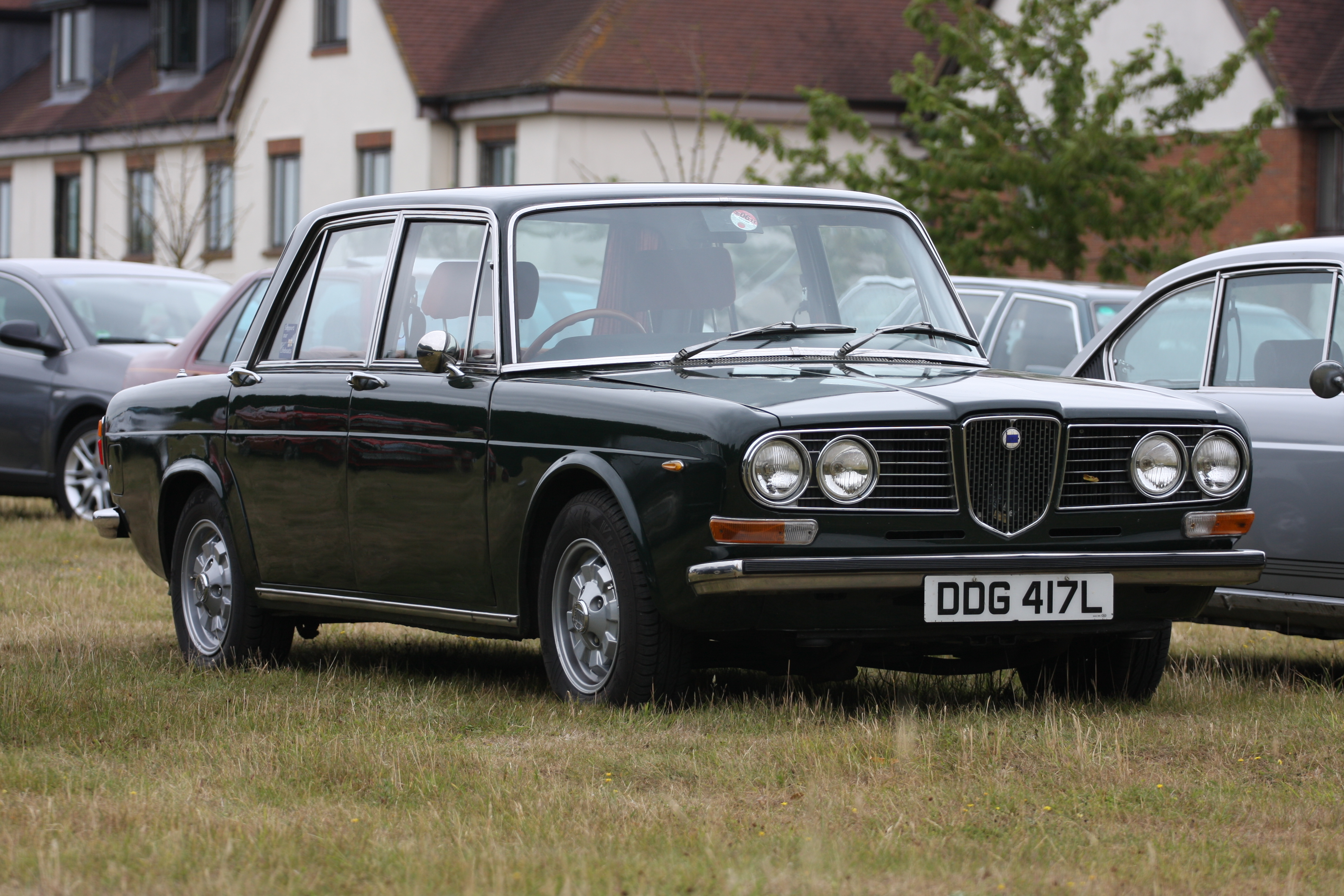
Lancia 2000

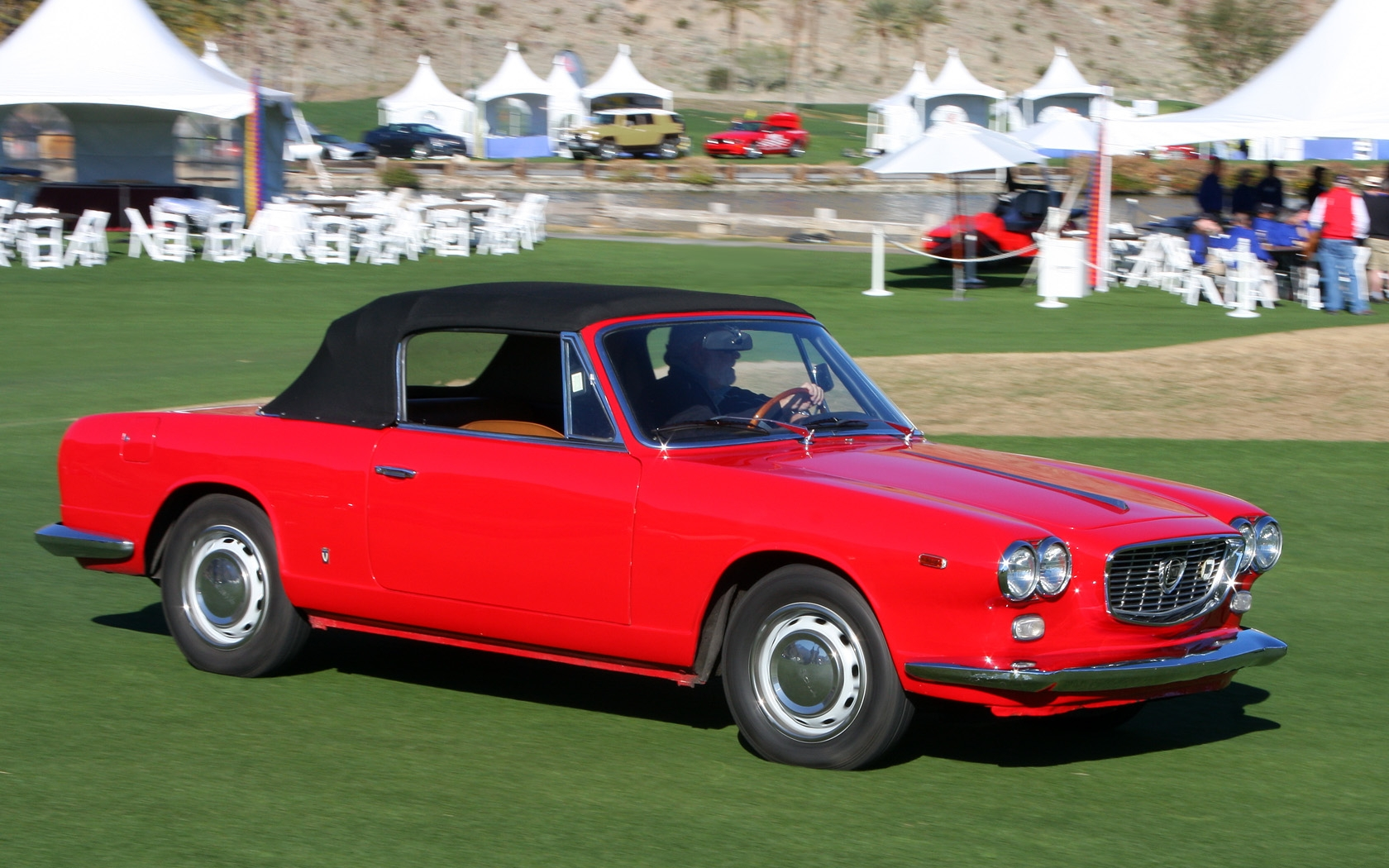
Lancia Flavia Cabriolet Vignale

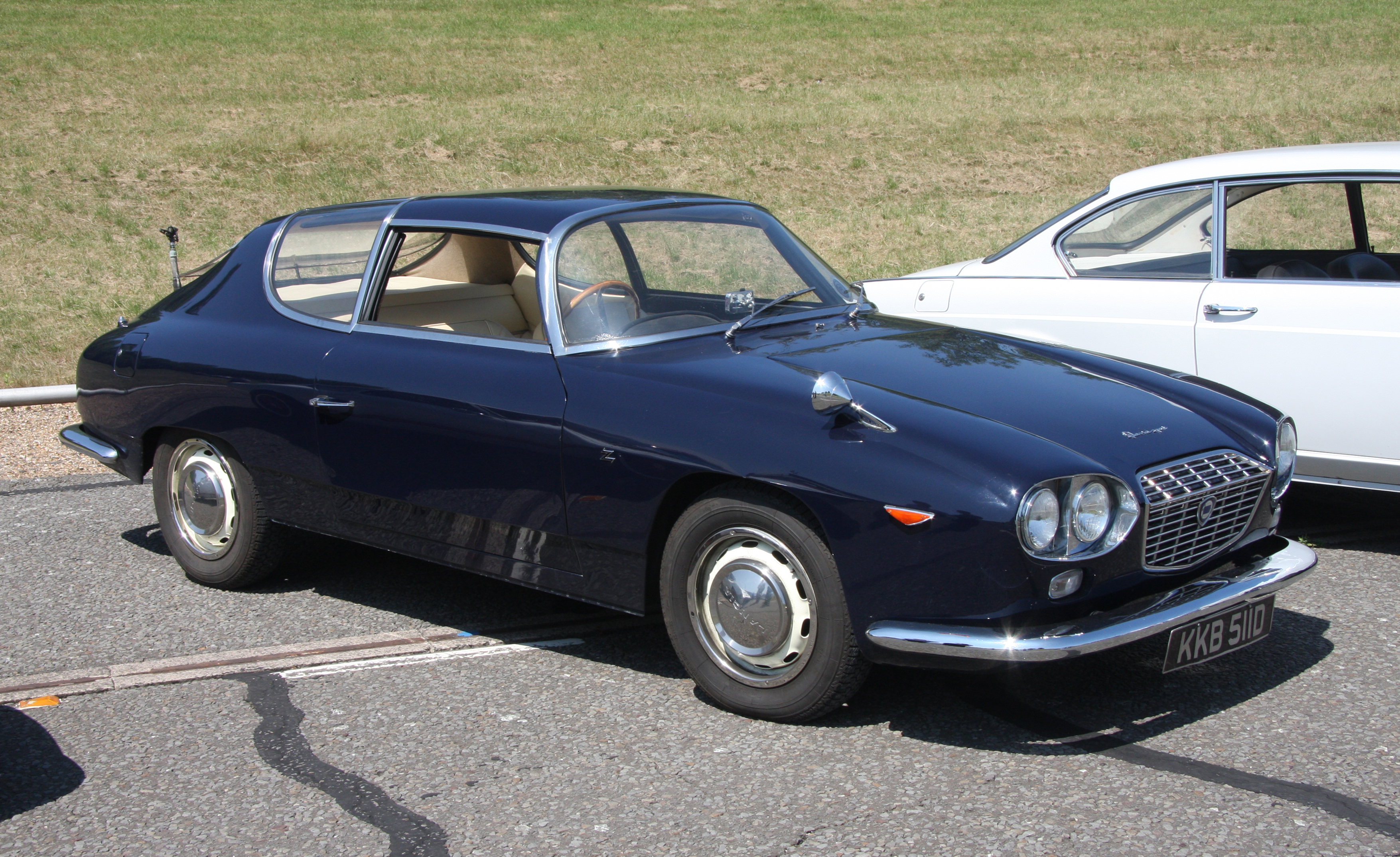
Lancia Flavia Sport Zagato

Флавія була запущена з двигуном 1500 см3 і представлена на автосалоні в Турині 1960 року Ланцією та виведена на основні європейські ринки протягом наступних дванадцяти місяців. Купе та кабріолет, розроблені Pininfarina, Vignale та Zagato. Упродовж наступних десяти років продуктивність покращувалася, коли розміри двигуна поступово збільшувалися до 2000 см3. Автомобіль залишався у виробництві до 1970 року, коли він був оновлений і перейменований на Lancia 2000. Флавія була названа на честь Via Flavia, римської дороги, що вела від Трієста (Тергесте) до Далмації.
Всього виготовлено 105,848 автомобілів.
У 2011 році Fiat оголосила, що кабріолет Chrysler 200 буде продаватись у Європі (лише на ринках LHD) під назвою Lancia Flavia з початку 2012 року.

## Двигуни
| Модель               | Рік       | Двигун                              | Об'єм    | к.с.     | Живлення      |
| -------------------- | --------- | ----------------------------------- | -------- | -------- | ------------- |
| Berlina              | 1960–1962 | 4-циліндровий опозитний двигун, OHV | 1500 см³ | 78 к.с.  | карбюратор    |
| Coupé, Cabrio, Sport | 1962–1963 | 4-циліндровий опозитний двигун, OHV | 1500 см³ | 90 к.с.  | 2 карбюратори |
| 1500                 | 1963–1968 | 4-циліндровий опозитний двигун, OHV | 1488 см³ | 76 к.с.  | карбюратор    |
| 1800                 | 1963–1968 | 4-циліндровий опозитний двигун, OHV | 1800 см³ | 92 к.с.  | карбюратор    |
| 1800 Sport           | 1963–1967 | 4-циліндровий опозитний двигун, OHV | 1800 см³ | 105 к.с. | 2 карбюратори |
| 1800 Iniezione       | 1965–1968 | 4-циліндровий опозитний двигун, OHV | 1800 см³ | 102 к.с. | інжектор      |
| 1500                 | 1969–1970 | 4-циліндровий опозитний двигун, OHV | 1490 см³ | 80 к.с.  | карбюратор    |
| 1800                 | 1969–1970 | 4-циліндровий опозитний двигун, OHV | 1816 см³ | 92 к.с.  | карбюратор    |
| 2000                 | 1969–1970 | 4-циліндровий опозитний двигун, OHV | 1991 см³ | 115 к.с. | карбюратор    |
| 2000 Iniezione       | 1969–1970 | 4-циліндровий опозитний двигун, OHV | 1991 см³ | 125 к.с. | інжектор      |